# Mafamude
Mafamude é uma localidade portuguesa do Município de Vila Nova de Gaia que foi sede da extinta Freguesia de Mafamude, freguesia que tinha 5,39 km² de área e 38 544 habitantes (2011), e, por isso, uma densidade populacional de 7 151 hab/km².
Foi extinta (agregada) em 2013, no âmbito de uma reforma administrativa nacional, tendo o seu território sido agregado ao da à Freguesia de Vilar do Paraíso, para formar uma nova freguesia denominada União das Freguesias de Mafamude e Vilar do Paraíso da qual é a sede.
Mafamude, juntamente com Santa Marinha, integram a cidade de Vila Nova de Gaia. 
Soares dos Reis, escultor Português, nasceu em Mafamude em 1847, assim como Maria Alberta Menéres, em 1930.

## População
| População da Freguesia de Mafamude | População da Freguesia de Mafamude | População da Freguesia de Mafamude | População da Freguesia de Mafamude | População da Freguesia de Mafamude | População da Freguesia de Mafamude | População da Freguesia de Mafamude | População da Freguesia de Mafamude | População da Freguesia de Mafamude | População da Freguesia de Mafamude | População da Freguesia de Mafamude | População da Freguesia de Mafamude | População da Freguesia de Mafamude | População da Freguesia de Mafamude | População da Freguesia de Mafamude |
| ---------------------------------- | ---------------------------------- | ---------------------------------- | ---------------------------------- | ---------------------------------- | ---------------------------------- | ---------------------------------- | ---------------------------------- | ---------------------------------- | ---------------------------------- | ---------------------------------- | ---------------------------------- | ---------------------------------- | ---------------------------------- | ---------------------------------- |
| 1864                               | 1878                               | 1890                               | 1900                               | 1911                               | 1920                               | 1930                               | 1940                               | 1950                               | 1960                               | 1970                               | 1981                               | 1991                               | 2001                               | 2011                               |
| 3 415                              | 3 701                              | 4 474                              | 5 374                              | 6 734                              | 6 665                              | 8 500                              | 10 100                             | 12 131                             | 16 111                             | 21 595                             | 29 580                             | 33 443                             | 38 940                             | 38 544                             |

| Distribuição da População por Grupos Etários | Distribuição da População por Grupos Etários | Distribuição da População por Grupos Etários | Distribuição da População por Grupos Etários | Distribuição da População por Grupos Etários | Distribuição da População por Grupos Etários | Distribuição da População por Grupos Etários | Distribuição da População por Grupos Etários | Distribuição da População por Grupos Etários | Distribuição da População por Grupos Etários |
| -------------------------------------------- | -------------------------------------------- | -------------------------------------------- | -------------------------------------------- | -------------------------------------------- | -------------------------------------------- | -------------------------------------------- | -------------------------------------------- | -------------------------------------------- | -------------------------------------------- |
| Ano                                          | 0-14 Anos                                    | 15-24 Anos                                   | 25-64 Anos                                   | > 65 Anos                                    |                                              | 0-14 Anos                                    | 15-24 Anos                                   | 25-64 Anos                                   | > 65 Anos                                    |
| 2001                                         | 5 833                                        | 5 327                                        | 22 233                                       | 5 547                                        |                                              | 15,0%                                        | 13,7%                                        | 57,1%                                        | 14,2%                                        |
| 2011                                         | 5 032                                        | 4 090                                        | 22 156                                       | 7 266                                        |                                              | 13,1%                                        | 10,6%                                        | 57,5%                                        | 18,9%                                        |

Média do País no censo de 2001:  0/14 Anos-16,0%; 15/24 Anos-14,3%; 25/64 Anos-53,4%; 65 e mais Anos-16,4%
Média do País no censo de 2011:   0/14 Anos-14,9%; 15/24 Anos-10,9%; 25/64 Anos-55,2%; 65 e mais Anos-19,0%

## História
A povoação de Mafamude é já documentada como tal no início do século X, na doação que o rei de Leão D. Ordonho II fez em 922 da vila de Portucale, aí delimitada entre Mafamude e Coimbrões (Colimbrianos), ao sul do Douro, no sítio da antiga Cale (hoje Gaia, Gallia na doação). O árabe Mahmud ou Mahamuti que deu o nome ao lugar especula-se que possa ser o rei mouro que a célebre Lenda de Gaia chama Abencadão, o que remeteria à fundação de Mafamude para meados do século IX.
Sabe-se que D. Ordonho II chegou a ter paço em Mafamude, sendo certamente no lugar de Paços de Rei, que era o mais central da freguesia, próximo da igreja matriz. Aí nasceu a antiga quinta de Paços de Rei e o lugar onde poderiam estar alguns vestígios dos paços de D. Ordonho está hoje por baixo dos novos acessos que ligam o centro de Gaia à ponte do Freixo. A velha quinta de Paços de Rei, muito diminuída por vendas, passou depois a chamar-se quinta de Feijô e foi do filósofo Eduardo Abranches de Soveral. Na aldeia de Pedras existiam também umas pedras lavradas antigas, que terão dado nome ao lugar. Na guerra civil, os Miguelistas instalaram aí uma bateria, para bombardear o mosteiro da Serra do Pilar, e serviram-se destas pedras. Mas toda a freguesia é muito antiga e terá naturalmente muitos restos arqueológicos. Os paços de D. Ordonho, a existirem, mais provavelmente terão sido em Paços de Rei, como o nome indica, concretamente no local popularmente chamado Cova da Moura, justamente em Paços de Rei, hoje por baixo dos acessos à ponte do Freixo, como ficou dito.
Mafamude continua a ser bem documentada ao longo de toda a Idade Média e Renascimento. Documenta-se, por exemplo, que em 1292 era o rei que apresentava o abade de S. Cristóvão de Mafamude. Nas Inquirições Gerais de D. Dinis de 1288 realizadas em Santi Cristofani de Maffomedi diz-se que não havia na freguesia nenhuma honra (propriedade de fidalgos) e em toda a parte podiam entrar os mordomos do rei . Testemunharam os lavradores Simão Soares de Mafamude, Estêvão Durão, Pascoal de Laborim, Martim Pires do Casal e Pedro Pires de Paço de Rei. No início do século XVIII, o Padre António Carvalho da Costa, na sua Corografia Portuguesa (1706 - 1712), diz que S. Cristóvão de Mafamude tinha 101 visinhos. Em meados desse século, as chamadas "Memórias Paroquiais de 1758" permitem traçar um mais rigoroso retrato da freguesia, feito pelo abade local António José de Moura, que o assinou a 18 de Abril de 1758. Diz ele, nesse relatório, que a freguesia de S. Cristóvão de Mafamude ficava na província da Beira, no bispado da cidade do Porto, na comarca da Feira, e pertencia ao termo da dita cidade do Porto. Acrescenta que Mafamude estava então dividida por cinco senhores: a marquesa de Abrantes; o reguengo de Gaia a Pequena, de que então era senhor Diogo Leite Pereira, fidalgo da Casa Real e morgado de Campo Belo; o mosteiro da Serra dos Cónegos Regulares de Santo Agostinho (Serra do Pilar), o Cabido da Sé do Porto e a Santa Casa da Misericórdia do Porto.
Quanto à população, ficamos por este relatório a saber que em 1758 Mafamude tinha 340 vizinhos e, no geral, aí viviam 1.328 pessoas. A freguesia era então constituída por 23 aldeias ou lugares, a saber (grafia actualizada): Laborim de Cima e de Baixo, Oleiros, Venda, Rasa, Santo Ovídio, Telhado, Agueiro, Trancoso, Paços de Rei, Zenhas, Pedras, Casal, Bandeira, Palhacinhas, Cravel, Pedrouces, Forneiro, Crasto, Monte Pequeno, o Arco, a Bouça e o Tornete.
Refere também que, além da matriz, dedicada a São Cristóvão, existiam então duas capelas na freguesia, ambas da paróquia: a do Padrão e a de Santo Ovídio.
Diz ainda que a freguesia estava sujeita ao juiz de fora, Senado da Câmara e mais justiças da cidade do Porto, bem assim como ao governador de armas desta cidade.
No censo demográfico mandado fazer entre 1776 e 1778 por Pina Manique, Mafamude tinha 609 fogos (casas/famílias).

## Património
- Igreja de Santo Ovídio, Mafamude (séc. XVIII, Rua Conceição Fernandes)
- Igreja e Centro Paroquial de Santo Ovídio (nova)
- Escola Primária do Cedro (Gaia, 1958-60), Arq.º Fernando Távora
- Jardim de Soares dos Reis
- Vila Rosa (Rua da Rasa, 410)
- Vila Rute (Rua Coats & Clark, 53)
- Casa de Maravedis (Rua D. António Ferreira Gomes, 270)
- Museu Teixeira Lopes (Rua Teixeira Lopes, 32-52)
- Colégio Bonança (Rua Doutor Francisco Sá Carneiro)
- Igreja e Escola da Torne (Avenida da República/ Rua Diogo Cassels/ Rua Afonso de Albuquerque
- Habitação Arte Nova (Rua Soares dos Reis, 243)
- Habitação Tiago Oliveira (lugar de nascimento do jornalista)